# Carmen Toma
Carmen Toma (n. 28 martie 1989, București, România) este o atletă română, specializată în triplusalt.

## Carieră
Sportiva este multiplă campioană națională și balcanică. Prima ei performanță notabilă a fost locul opt la Campionatul Mondial de Juniori din 2005. La Campionatul European de Juniori din 2007 a ocupat locul șapte și la Campionatul Mondial de Juniori locul cinci.
În anul 2009 ea a participat la Campionatul European în sală de la Torino unde a obținut locul 12. La Campionatul European din 2010 de la Barcelona s-a clasat pe locul 12. Anul următor, la Campionatul European de Tineret de la Ostrava, atleta a cucerit medalia de argint în urma grecoaicei Paraskevi Papachristou cu un rezultat de 13,92 m. În anul 2013 a câștigat medalia de bronz la Universiada de la Kazan cu o săritură de 14,14 m.

## Realizări
| An   | Competiție                               | Locație                 | Loc | Note    |
| ---- | ---------------------------------------- | ----------------------- | --- | ------- |
| 2005 | Campionatul Mondial de Juniori (sub 18)  | Marrakech, Maroc        | 8   | 12,76 m |
| 2006 | Campionatul Mondial de Juniori (sub 20)  | Beijing, China          | 11  | 12,79 m |
| 2007 | Campionatul European de Juniori (sub 20) | Hengelo, Olanda         | 7   | 13,06 m |
| 2008 | Campionatul Mondial de Juniori (sub 20)  | Bydgoszcz, Polonia      | 5   | 13,40 m |
| 2009 | Campionatul European în sală             | Torino, Italia          | 12  | 13,88 m |
| 2009 | Campionatul European de Tineret (sub 23) | Kaunas, Lituania        | –   | FR      |
| 2010 | Campionatul European                     | Barcelona, Spania       | 13  | 14,03 m |
| 2011 | Campionatul European în sală             | Paris, Franța           | 16  | 13,66 m |
| 2011 | Campionatul European de Tineret (sub 23) | Ostrava, Cehia          | 2   | 13,92 m |
| 2011 | Universiada                              | Shenzhen, China         | 7   | 13,82 m |
| 2013 | Universiada                              | Kazan, Rusia            | 3   | 14,14 m |
| 2013 | Jocurile Francofoniei                    | Nisa, Franța            | 2   | 13,92 m |
| 2015 | Universiada                              | Gwangju, Coreea de Sud  | 17  | 12,91 m |
| 2016 | Campionatul Mondial în sală              | Portland, Statele Unite | 12  | 13,31 m |

## Recorduri personale
| Probă              | Performanță | Dată             | Locație   |
| ------------------ | ----------- | ---------------- | --------- |
| Triplusalt         | 14,29 m     | 12 iunie 2009    | București |
| Triplusalt în sală | 13,94 m     | 30 ianuarie 2016 | București |